# 黑松站 (島根縣)
黑松站（日语：／ Kuromatsu eki */?）是位於島根縣江津市黑松町，屬於西日本旅客鐵道（JR西日本）的山陰本線車站。

## 歷史
- 1918年（大正7年）11月25日 - 國有鐵道山陰本線仁萬站至淺利站之間開業，此站啟用。為客運和貨運車站。
  - 當時車站地址為島根縣那賀郡黑松村。
- 1951年（昭和26年）4月1日 - 隨著江東村成立，車站地址為島根縣那賀郡江東村大字黑松。
- 1954年（昭和29年）4月1日 - 隨著江津市成立，車站地址為島根縣江津市大字黑松。
- 1961年（昭和36年）9月23日 - 終止貨物起卸業務。
- 1975年（昭和50年） - 隨著町名改稱，車站地址為現時位置。
- 1987年（昭和62年）4月1日 - 伴隨國鐵分割民營化，車站由西日本旅客鐵道（JR西日本）營運。
- 1990年（平成2年）3月10日：成為無人車站[1]。

## 車站構造
本站是地面車站，設有1面2線的島式月台，可進行列車交會。此站曾設有站房，現時在往益田方向月台設有出入口。月台之間透過站內平交道連接。本是站由濱田鐵道部管理的無人車站，月台上曾設有乘車站證明票發票機，現已撒走。

### 月台
| 月台 | 路線     | 上下行 | 方向             |
| ---- | -------- | ------ | ---------------- |
| 1    | 山陰本線 | 上行   | 出雲市、松江方向 |
| 2    | 山陰本線 | 下行   | 濱田、益田方向   |

※截至2017年3月，站內和時間表開始標示月台編號。在列車運輸指令上，兩月台編號也是相同。

## 使用狀況
以下為近年1日平均乘車人次列表：
| 乘車人次變化 | 乘車人次變化    |
| 年度         | 1日平均乘車人次 |
| ------------ | --------------- |
| 1984         | 149             |
| 1994         | 84              |
| 1999         | 51              |
| 2000         | 55              |
| 2001         | 42              |
| 2002         | 39              |
| 2003         | 41              |
| 2004         | 43              |
| 2005         | 34              |
| 2006         | 25              |
| 2007         | 26              |
| 2008         | 26              |
| 2009         | 23              |
| 2010         | 24              |
| 2011         | 25              |
| 2012         | 24              |
| 2013         | 21              |
| 2014         | 17              |
| 2015         | 16              |
| 2016         | 21              |
| 2017         | 19              |

## 車站周邊
- 黑松郵局
- 黑松海灘
- 國道9號

## 相鄰車站
西日本旅客鐵道
山陰本線
- 部分快速水快車停車站。

石見福光－黑松－淺利

## 注腳
1. ↑  『JR気動車客車編成表』90年版 JRR 1990年 ISBN 4-88283-111-2
2. ↑  島根縣統計書

## 外部連結
- 黑松｜車站資訊：JR出門網 - 西日本旅客鐵道